# ピエール・アルフォンス・ローラン

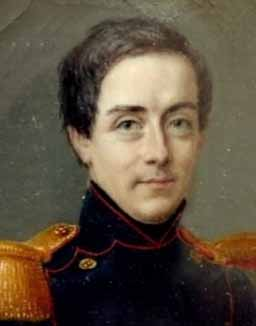
ピエール・アルフォンス・ローラン

ピエール・アルフォンス・ローラン（Pierre Alphonse Laurent、1813年7月18日 - 1854年9月2日）は、フランスの数学者。ローラン級数に名を残している。